# Bűzpillefélék
A bűzpillefélék vagy bűzlepkék (Danainae) a lepkék (Lepidoptera) rendjében a tarkalepkefélék (Nymphalidae) egyik alcsaládja. Magyarul időnként danauszlepkéknek is nevezik őket.

## Megjelenésük, felépítésük
Viszonylag nagy termetű lepkék. A legtöbbjük szárnyán barna, fekete és fehér a mintázat, de egyes fajokon kék, illetve sárga foltok is feltűnnek. A hím példányok hátsó szárnyának közepén egyértelműen kivehető nemi bélyegek láthatók. Szárnyvégeiken nincsenek függelékek.
Hernyóik hátoldalán két vagy több hosszú filamentum nő. Színük többnyire rikító, általában fekete-fehér-sárga csíkos. Ugyancsak élénk színű, selyemszállal rögzített bábjuk fejjel lefelé függeszkedik.

## Életmódjuk
Nem túl gyorsan, de kitartóan repülnek, akár nagyobb távolságra is. Egyes fajok szezonálisan vándorolnak.
Hernyóik tápnövényei a különféle selyemkóró fajok (Asclepias spp.), ezért angolul selyemkóró-lepkéknek (milkweed butterfly) hívják őket. A selyemkóró mérgező növény, de az a méreg nem hat a bűzpillékre — mi több, a mérget mind a hernyók, mind az imágók elraktározzák, és ettől maguk is mérgezővé, illetve ízetlenné válnak, amire a potenciális ragadozókat feltűnő színeikkel és mintázatukkal figyelmeztetik.

## Rendszertani felosztásuk
Az alcsaládot három nemzetségre, azokat összesen 59 nemre bontjuk:
1. Danaini nemzetség (Boisduval, 1833) két alnemzetséggel, 12 nemmel:
- Danaina alnemzetség (Boisduval, 1833) 6 nemmel
  - Amauris
  - Danaus
  - Ideopsis
  - Parantica
  - Tiradelphe
  - Tirumala
- Euploeina alnemzetség (Moore, 1880) 6 nemmel (ebből egy kihalt)
  - Anetia
  - Archaeolycorea †
  - Euploea
  - Idea
  - Lycorea
  - Protoploea

2. Ithomiini nemzetség (Godman & Salvin, 1879) 8 alnemzetséggel, 46 nemmel:
- Dircennina alnemzetség (d'Almeida, 1941) 7 nemmel
  - Callithomia
  - Ceratinia
  - Dircenna
  - Episcada
  - Haenschia
  - Hyalenna
  - Pteronymia
- Godyridina alnemzetség 10 nemmel
  - Brevioleria
  - Godyris
  - Greta
  - Heterosais
  - Hypoleria
  - Mcclungia
  - Pachacutia
  - Pseudoscada
  - Veladyris
  - Velamysta
- Ithomiina alnemzetség (Godman & Salvin, 1879) 3 nemmel
  - Ithomia
  - Pagyris
  - Placidina
- Mechanitina alnemzetség (Bar, 1878) 6 nemmel
  - Forbestra
  - Mechanitis
  - Methona
  - Sais
  - Scada
  - Thyridia
- Melinaeina alnemzetség (Clark, 1947) 7 nemmel
  - Athesis
  - Athyrtis
  - Eutresis
  - Melinaea
  - Olyras
  - Paititia
  - Patricia
- Napeogenina alnemzetség 5 nemmel
  - Aremfoxia
  - Epityches
  - Hyalyris
  - Hypothyris
  - Napeogenes
- Oleriina alnemzetség 3 nemmel
  - Hyposcada
  - Megoleria
  - Oleria
- Tithoreina alnemzetség (Fox, 1940) 3 nemmel
  - Aeria
  - Elzunia
  - Tithorea

3. Tellervini nemzetség (Fruhstorfer, 1910) egyetlen nemmel:
- - Tellervo